# Valença (Rio de Janeiro)
Valença est une municipalité brésilienne de l'État de Rio de Janeiro et la Microrégion de Barra do Piraí.

## Personnalités liées
- Edney Silvestre (né en 1950), journaliste et écrivain brésilien
- Clementina de Jesus ( * 1901+1987 )